# Winnie the Pooh in the Hundred Acre Wood
Winnie the Pooh in the Hundred Acre Wood fue un solo jugador del juego de aventura creado por Al Lowe de Sierra On-Line y Walt Disney Computer Software. Es la basada del Personaje Original de Winnie the Pooh.
Lanzado en 1984 para Apple II y Commodore 64, en 1985 para Atari ST y DOS, en 1986 para Amiga.

## Argumento
"Winnie the Pooh in the Hundred Acre Wood" está basado en los personajes de las historias de A.A. Milne.
Cada personaje ha perdido un objeto y desean recuperarlo. El jugador se mueve a través del bosque y trata de encontrar los objetos y regresarlo a su dueño respectivo, solamente puede cargar un objeto a la vez. Al entregar todos los objetos a cada uno de los personaje se muestra una pantalla de celebración.